# Vissovaz
Vissovaz (in croato Visovac) è un'isola della Croazia che si trova nelle acque del lago di Vissovaz (Visovačko jezero), lungo il corso della Cherca, all'interno del parco nazionale della Cherca; è situata a nord-est di Scardona, nella regione di Sebenico e Tenin.
Sull'isola si trova un convento francescano che risale al 1445 dedicato alla Madonna delle Grazie (Gospa od Milosti o Majke od Milosti, "Madonna della Misericordia").

## Geografia
L'isola ha una forma arrotondata, misura circa 180 m per 150 m e ha un'altezza di 46,9 m. Si trova al centro del lago di Vissovaz: dista 350 m dalla sponda nord-est e 260 m da quella a sud-ovest.
A nord dell'isola, a circa 4,7 km si trovano le Roški slap, le penultime cascate della Cherca, alte 22,5 m con 12 balzi.

## Storia
Il più antico nome latino dell'isola era Lapis Alba (Pietra Bianca) e in illirico Bilastina o Billastina. Quando, nel 1345, vi si stabilirono i monaci agostiniani con un monastero dedicato a san Paolo apostolo che, secondo un manoscritto, era stato sull'isola, questa prese il nome di scoglio San Paolo. Gli agostiniani rimasero fino al 1445, anno in cui lo cedettero ai frati minori osservanti della Bossina. Nel 1645 il convento fu assalito dai turchi e due anziani frati furono impiccati a due olmi, da allora l'isola venne detta Vissovaz (Visovac). Il convento, abbandonato e in seguito bruciato, fu poi parzialmente ricostruito già nel 1700 e ha raggiunto il completo restauro nel XX secolo.
Nel 1800 si fa cenno al convento come appartenente ai frati del Redentore. Il monastero conserva una preziosa collezione di libri, manoscritti e opere d'arte.

### Cartografia
- (HR) Mappa topografica della Croazia 1:25000, su preglednik.arkod.hr. URL consultato il 12 agosto 2017.